# Valèria Gaillard
Valèria Gaillard Francesch (Barcelona, 1973) es una filósofa y periodista española. 

## Trayectoria
Filósofa de formación, se adentró en el periodismo por azar. Después de estudiar en París el máster en Periodismo del Instituto Nacional del Audiovisual, enlazó diversos trabajos en medios franceses y catalanes hasta que en 2003 entró a formar parte del diario El Punt.
Desde entonces se ha especializado en información cultural literaria, así como de música y danza clásica. En 2007, paralelamente a los estudios de Teoría de la Literatura y Literatura Comparada, puso en marcha el proyecto de traducción de En busca del tiempo perdido, de Marcel Proust, del cual han salido, de momento, dos volúmenes (Grup 62). Además, ha cofundado, junto con otros proustianos de Cataluña, la Sociedad de Amigos de Marcel Proust, de la cual es secretaria general.